# Водяне (Олександрійський район)
Водяне́ (раніше — Миколаївка) — село в Україні, у Петрівській селищній громаді Олександрійського району Кіровоградської області. Населення становить 344 осіб. Колишній центр Водянської сільської ради.

## Історія
Перша назва — Миколаївка при балці Водяній. Існувала церква з кінця 18 ст.
Відоме прізвище та ім'я одного з перших жителів Миколаївки — Іван Сушко. Станом на 1886 рік у селі Баштинської волості Олександрійського повіту Херсонської губернії мешкало 722 особи, налічувалось 123 дворових господарства, існувала православна церква.
В кінці 80-х р.р. ХІХ століття у складі Петрівської волості.

## Населення
Згідно з переписом УРСР 1989 року чисельність наявного населення села становила 360 осіб, з яких 165 чоловіків та 195 жінок.
За переписом населення України 2001 року в селі мешкали 344 особи.

### Мова
Розподіл населення за рідною мовою за даними перепису 2001 року:
| Мова       | Відсоток |
| ---------- | -------- |
| українська | 94,48 %  |
| російська  | 4,36 %   |
| молдовська | 1,16 %   |

## Відомі люди
- Оришака Володимир Олексійович (1935) –   кандидат технічних наук, завідувач Кафедри гідравліки та охорони праці Центральноукраїнського національного технічного університету (м.Кропивницький). Автор понад 250 наукових публікацій, з них  понад 150 патентів. Як творець нової техніки двічі нагороджувався срібною медаллю ВДНГ СРСР. Переможець Всеукраїнського конкурсу «Винахід року»: – у номінації «Кращий винахід – 2006 в галузі машинобудування та приладобудування»; – у номінації “Кращий винахід –2007 в галузі збереження навколишнього середовища”; – у номінації «Кращий винахід –2010 в Кіровоградській області»; – у номінації «Кращий винахід – 2011 в Кіровоградській області»; – у номінації «Кращий винахід-2012 у Кіровоградській області».
- Черевик Ялісей — повстанський отаман.